# Kál (keresztnév)
A Kál török eredetű régi magyar személynév, jelentése: (meg)marad vagy öregember.

## Gyakorisága
Az 1990-es években szórványos név, a 2000-es években nem szerepel a 100 leggyakoribb férfinév között.

## Névnapok
- november 8.[2]

## Híres Kálok
Kál: Bulcsú harka apja.